# Kretzschmaria zelandica
Kretzschmaria zelandica är en svampart som beskrevs av J.D. Rogers & Y.M. Ju 1998. Kretzschmaria zelandica ingår i släktet Kretzschmaria och familjen kolkärnsvampar.   Inga underarter finns listade i Catalogue of Life.